# کاباریتا، نیو ساوت ولز
کاباریتا (به انگلیسی: Cabarita) یک حومه شهر در استرالیا است که در نیو ساوت ولز واقع شده‌است.